# Faculté de Médecine d'Antananarivo
 (septembre 2015).
Si vous disposez d'ouvrages ou d'articles de référence ou si vous connaissez des sites web de qualité traitant du thème abordé ici, merci de compléter l'article en donnant les références utiles à sa vérifiabilité et en les liant à la section « Notes et références ».
La Faculté de Médecine d'Antananarivo est l'une des principales filières de l'Université d'Antananarivo dans la capitale de Madagascar.
Elle compte :
- une filière médecine humaine ;
- une filière médecine vétérinaire ;
- une filière pharmacie .

La faculté de médecine entame sa rentrée académique au début du mois de février et qui est marqué par son basculement au système LMD.